# Gilman-Cason-Ketonsynthese
Die Gilman-Cason-Ketonsynthese, auch Gilman-Nelson-Reaktion ist eine Namensreaktion in der organischen Chemie. Die Namensgeber dieser Reaktion sind die US-amerikanischen Chemiker Henry Gilman (1893–1986), welcher diese erstmals 1936 zusammen mit Joseph F. Nelson veröffentlichte, und James Cason (1912–2003), der diese intensiv erforschte. Mit dieser Methode können Ketone aus der Reaktion von Alkyl- oder Arylcadmium mit Acylchlorid (Carbonsäurechlorid) gewonnen werden.

## Übersichtsreaktion
Acylchlorid reagiert mit Alkylcadmium zum entsprechenden Keton 1, wobei Chlor gegen die Alkylgruppe  R'  substituiert wird. Als Nebenprodukte entstehen Alkylcadmiumchlorid und Cadmiumchlorid (2). Anstelle des Acylchlorids kann auch ein entsprechendes Carbonsäureanhydrid verwendet werden.

## Reaktionsmechanismus
Aufgrund der Mildheit von Cadmiumverbindungen im Gegensatz zu Grignard-Verbindungen wird ein radikalischer Reaktionsmechanismus vermutet. Zunächst zerfällt das instabile Alkylcadmium in ein Alkylcadmiumradikal und das Radikal der Alkylgruppe  R' . Letzteres addiert sich an das Acylchlorid, wodurch die C=O-Doppelbindung aufgelöst und ein vierfach substituiertes Zwischenprodukt 1 gebildet wird. Das Alkylcadmiumradikal entzieht diesem Zwischenprodukt das Chlormolekül, sodass das entsprechende Keton und Alkylcadmiumchlorid 2 gebildet wird. Dieser Vorgang wiederholt sich ausgehend von der radikalischen Spaltung des gebildeten Alkylcadmiumchlorid, sodass letztlich ein weiteres Keton, sowie Cadmiumchlorid gebildet wird.

## Anwendung
Die Reaktion eignet sich für die Synthese von Ketonen mit verschiedenen funktionellen Gruppen, wie zum Beispiel Ester oder Carbonyle.